# Rosa Linn
Rosa Linn, właśc. Roza Kostandian (orm. Ռոզա Կոստանդյան; ur. 20 maja 2000 w Wanadzorze) – ormiańska piosenkarka, autorka tekstów i producentka muzyczna. Reprezentantka Armenii w 66. Konkursie Piosenki Eurowizji (2022).

## Życiorys
Urodziła się i spędziła dzieciństwo w Wanadzorze, które opisała jako „małe miasteczko ze ścisłymi i konserwatywnymi poglądami”. W 2013 z piosenką „Gitem” wzięła udział w preselekcjach Armenii do 11. Konkursu Piosenki Eurowizji dla Dzieci. Profesjonalną karierę muzyczną zaczęła od współpracy z amerykańską wytwórnią płytową Nvak Collective, założoną przez ormiańsko-amerykańską piosenkarkę i autorkę tekstów Tamar Kaprelian. We wrześniu 2021 wydała swój debiutancki singiel „King” we współpracy z amerykańską piosenkarką Kiiarą. Zadebiutowała w telewizji podczas porannego programu Hajastani Hanrajin herrustajnkerut’jun (AMPTV) w listopadzie 2021.
11 marca 2022 ormiański nadawca publiczny Hajastani Hanrajin herrustajnkerut’jun (AMPTV) ogłosił, że Linn będzie reprezentować kraj w 66. Konkursie Piosenki Eurowizji w Turynie. Jej konkursowy utwór, „Snap”, został opublikowany 19 marca. 10 maja wystąpiła w pierwszym półfinale konkursu i z piątego miejsca zakwalifikowała się do finału. W finale zajęła 20. miejsce po zdobyciu 61 punktów w tym 21 punktów od telewidzów (17. miejsce) i 40 pkt od jurorów (16. miejsce). Po konkursie utwór stał się przebojem na TikToku, dzięki czemu trafił na listy przebojów w wielu europejskich krajach oraz w Stanach Zjednoczonych. 11 grudnia wystąpiła gościnnie podczas 20. Konkursu Piosenki Eurowizji Junior, gdzie wykonała „Snap”.

## Dyskografia

### EP
- Lay Your Hands Upon My Heart (2023)

### Single
| Rok                                                      | Tytuł                                                   | Najwyższe pozycje na listach | Najwyższe pozycje na listach | Najwyższe pozycje na listach | Najwyższe pozycje na listach | Najwyższe pozycje na listach | Najwyższe pozycje na listach | Najwyższe pozycje na listach | Najwyższe pozycje na listach | Najwyższe pozycje na listach | Najwyższe pozycje na listach | Certyfikat | Sprzedaż | Album                        |
| Rok                                                      | Tytuł                                                   | BEL (Fl)                     | BEL (Wa)                     | NLD                          | GER                          | POL                          | US                           | SWI                          | SWE                          | UK                           | ITA                          | Certyfikat | Sprzedaż | Album                        |
| -------------------------------------------------------- | ------------------------------------------------------- | ---------------------------- | ---------------------------- | ---------------------------- | ---------------------------- | ---------------------------- | ---------------------------- | ---------------------------- | ---------------------------- | ---------------------------- | ---------------------------- | --- | --- | ---------------------------- |
| 2021                                                     | „King” (gościnnie: Kiiara)                              | –                            | –                            | –                            | –                            | –                            | –                            | –                            | –                            | –                            | –                            | | | –                            |
| 2022                                                     | „Snap”                                                  | 1                            | 1                            | 4                            | 8                            | 3                            | 67                           | 3                            | 8                            | 21                           | 6                            | - AUT: platynowa płyta - SPA: złota płyta - CAN: złota płyta - POL: 2× platynowa płyta - POR: złota płyta - SWI: złota płyta - SWE: złota płyta - UK: srebrna płyta - ITA: złota płyta | - AUT: 30 000+ - SPA: 30 000+ - CAN: 40 000+ - POL: 100 000+ - POR: 5 000+ - SWI: 10 000+ - SWE: 4 000 000+ - UK: 200 000+ - ITA: 50 000+ | Lay Your Hands Upon My Heart |
| 2022                                                     | „WDIA (Would Do It Again)” (gościnnie: Duncan Laurence) | –                            | –                            | –                            | –                            | –                            | –                            | –                            | –                            | –                            | –                            | | | –                            |
| 2023                                                     | „Never Be Mine”                                         | –                            | –                            | –                            | –                            | –                            | –                            | –                            | –                            | –                            | –                            | Lay Your Hands Upon My Heart | |                              |
| 2023                                                     | „Hallelujah”                                            | –                            | –                            | –                            | –                            | –                            | –                            | –                            | –                            | –                            | –                            | Lay Your Hands Upon My Heart | |                              |
| 2024                                                     | „Universe”                                              | –                            | –                            | –                            | –                            | –                            | –                            | –                            | –                            | –                            | –                            | – | |                              |
| „–” oznacza, że singel nie był notowany na danej liście. |                                                         |                              |                              |                              |                              |                              |                              |                              |                              |                              |                              | | |                              |

## Nagrody i nominacje
| Rok  | Konkurs/Program                 | Kategoria                                         | Rezultat    | Źr.    |
| ---- | ------------------------------- | ------------------------------------------------- | ----------- | ------ |
| 2022 | Konkurs Piosenki Eurowizji 2022 | Pierwszy półfinał 66. Konkursu Piosenki Eurowizji | 5. miejsce  | [ 28 ] |
| 2022 | Konkurs Piosenki Eurowizji 2022 | Finał 66. Konkursu Piosenki Eurowizji             | 20. miejsce | [ 29 ] |
| 2022 | BreakTudo Awards                | Hymn Roku („Snap”)                                | Nominacja   | [ 30 ] |